# Nokia Lumia 900
Nokia Lumia 900 — смартфон производства компании Nokia, работающий на операционной системе Windows Phone. Впервые был представлен 10 января 2012 на выставке Consumer Electronics Show 2012. Издание CNET признала Lumia 900 лучшим смартфоном выставки Consumer Electronics Show 2012. Lumia 900 стал первым смартфоном Nokia, который работает по технологии LTE. С момента своего выхода является флагманом линейки Lumia до выхода аппаратов на Windows Phone 8. В России поступил в продажу в июне 2012 года.
5 сентября 2012 года был представлен преемник Nokia Lumia 900 — Nokia Lumia 920.

## Описание
Lumia 900 представляет собой моноблок с сенсорным ClearBlack AMOLED экраном диагональю 4,3 дюйма. Работает аппарат на одноядерном процессоре Qualcomm Snapdragon APQ8055 с частотой 1,4 ГГц, оперативной памяти 512 мегабайт, встроенной основной 16 гигабайт памяти, аккумуляторе в 1830 мАч. Смартфон имеет основную камеру 8 мегапикселей с оптикой Carl Zeiss и двойной светодиодной вспышкой, а также фронтальную камеру в 1 мегапиксель.

## Программное обеспечение
Nokia Lumia 900 поставляется с четырьмя эксклюзивными приложениями, которые по умолчанию не включены в Windows Phone: Nokia Drive, бесплатная пошаговая система навигации; Nokia Maps; Nokia Music, бесплатный сервис потоковой музыки и музыкальный магазин и App Highlights, предлагающее программное обеспечение, в зависимости от местоположения и оператора.